# Budy (Złotów)
Pour les articles homonymes, voir Budy.
Budy (prononciation : [ˈbudɨ], en allemand : Jagdhaus) est un village polonais de la gmina de Jastrowie dans le powiat de Złotów de la voïvodie de Grande-Pologne dans le centre-ouest de la Pologne.
Il se situe à environ 12 kilomètres à l'ouest de Jastrowie (siège de la gmina), 27 kilomètres à l'ouest de Złotów (siège du powiat), et à 112 kilomètres au nord de Poznań (capitale de la Grande-Pologne).

## Histoire
De 1815 à 1945, Jagdhaus fait partie de l'arrondissement de Deutsch Krone dans le district de Marienwerder, au sein de la province de Prusse-Occidentale.
De 1975 à 1998, le village faisait partie du territoire de la voïvodie de Piła.

Depuis 1999, Budy est situé dans la voïvodie de Grande-Pologne.
Le village compte une population de 110 habitants.